# Gasteria
Genre
Gasteria est un genre de plantes à fleurs de la famille des Xanthorrhoeaceae. Ce sont des plantes succulentes qui s'apparentent aux Aloès, avec des fleurs rosâtres, facilement reconnaissables par leur périanthe soudé en forme  d'estomac d'où Gasteria tire son nom.
Les quelque 80 espèces de ce genre sont originaires des régions arides d'Afrique méridionale.

## Description

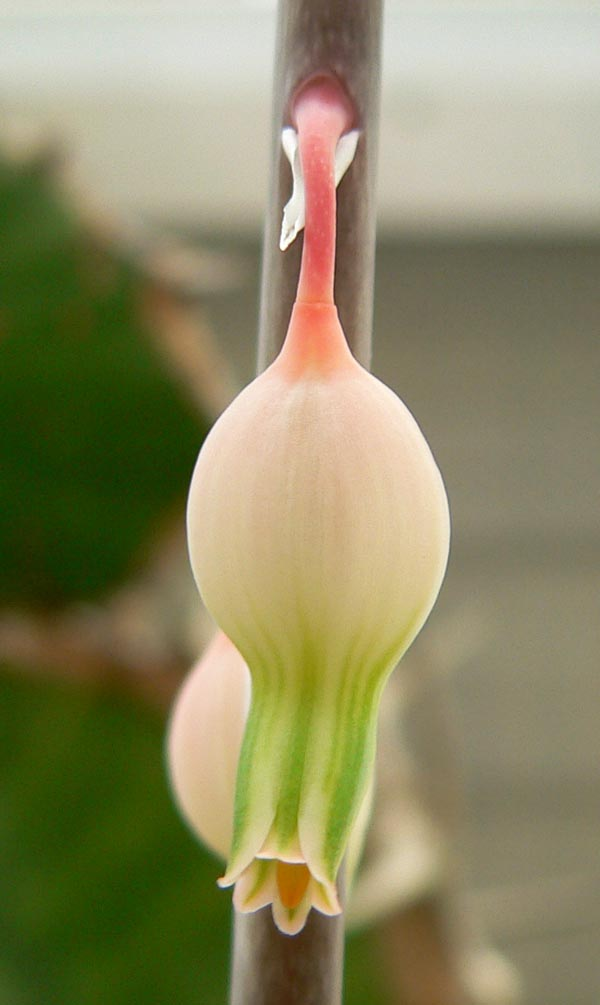
Fleur de Gasteria sp.

Gasteria est un genre de plantes vivaces dotées de feuilles charnues et coriaces rangées la plupart du temps sur deux côtés. Elles sont généralement tachetées, striées de blanc ou même verruqueuses (Gasteria verrucosa, Gasteria batesiana…).
Les fleurs sont organisées en grappe et ont des tépales soudés en forme de tubes renflés de couleur rose, rouge, voire jaune à la base et vert à leur extrémité.

## Liste d'espèces
Selon World Checklist of Selected Plant Families (WCSP) (27 déc. 2010) :
- Gasteria acinacifolia (J.Jacq.) Haw. (1819)
- Gasteria batesiana G.D.Rowley (1955)
- Gasteria baylissiana Rauh (1977)
- Gasteria brachyphylla (Salm-Dyck) van Jaarsv. (1992)
- Gasteria carinata (Mill.) Duval (1809)
- Gasteria croucheri (Hook.f.) Baker, J. Linn. Soc. (1880)
- Gasteria disticha (L.) Haw. (1827)
- Gasteria doreeniae van Jaarsv. & A.E.van Wyk (2004)
- Gasteria ellaphieae van Jaarsv. (1991)
- Gasteria excelsa Baker, J. Linn. Soc. (1880)
- Gasteria glauca van Jaarsv. (1998)
- Gasteria glomerata van Jaarsv. (1991)
- Gasteria nitida (Salm-Dyck) Haw. (1827)
- Gasteria obliqua (Aiton) Duval (1809)
- Gasteria pendulifolia van Jaarsv. (2001)
- Gasteria pillansii Kensit (1910)
- Gasteria polita van Jaarsv. (2001)
- Gasteria pulchra (Aiton) Haw. (1812)
- Gasteria rawlinsonii Oberm. (1976)
- Gasteria tukhelensis van Jaarsv. (2005)
- Gasteria vlokii van Jaarsv. (1987)

Selon NCBI (27 déc. 2010) :
- Gasteria acinacifolia
- Gasteria batesiana
- Gasteria bicolor
- Gasteria excelsa
- Gasteria glomerata
- Gasteria liliputana
- Gasteria maculata
- Gasteria subnigricans

## Hybrides
Il existe des hybrides de Gasteria et d'Aloe nommés x Gasteraloe.